# Киртланд Хилс (Охајо)
Киртланд Хилс (енгл. Kirtland Hills) град је у америчкој савезној држави Охајо.

## Демографија
По попису из 2010. године број становника је 646, што је 49 (8,2%) становника више него 2000. године.
| Група             | 2000.       | 2010.       |
| Белци             | 583 (97,7%) | 607 (94,0%) |
| Афроамериканци    | 2 (0,3%)    | 0 (0,0%)    |
| Азијати           | 1 (0,2%)    | 11 (1,7%)   |
| Хиспаноамериканци | 3 (0,5%)    | 18 (2,8%)   |
| Укупно            | 597         | 646         |